# Gwent: The Witcher Card Game
Gwent: The Witcher Card Game è un videogioco di carte collezionabili free-to-play pubblicato da CD Projekt per Microsoft Windows, PlayStation 4 e Xbox One nel 2018, per iOS nel 2019 e per Android nel 2020. Questo gioco è un'estensione stand alone del minigioco Gwent presente in The Witcher 3: Wild Hunt e viene citato anche nei libri di Andrzej Sapkowski e nei precedenti videogiochi della serie The Witcher.

## Regole di gioco
Gwent è un gioco di carte a turni tra due giocatori strutturato in tre tempi, detti "round". Il giocatore vincente è il primo che riesce a prevalere in due round.
I giocatori cominciano la partita pescando dieci carte ciascuno da un mazzo di almeno venticinque carte e l’ordine di gioco viene deciso dal lancio di una moneta. Subito prima dell’inizio della partita i giocatori possono decidere di cambiare al massimo tre carte della propria mano, rimettendo le carte da scartare nel mazzo e pescando ogni volta una carta in sostituzione; questa meccanica di gioco è ripetuta all'inizio di ogni round e il numero di carte sostituibili può essere influenzato dall'abilità del proprio comandante,  così come l’ordine di gioco. All'inizio dei due round successivi al primo i giocatori pescano tre carte, ma è un numero che può essere variato dalle abilità/effetti attivati in quel momento.
Al momento di comporre il mazzo, i giocatori devono anche scegliere un comandante. I comandanti sono delle carte non schierabili in campo ma che possiedono abilità/effetti utilizzabili dal giocatore nel corso della partita; ogni giocatore può scegliere solo un comandante.
A ogni turno i giocatori possono giocare una carta, che può essere di tre tipi: carta unità, carta speciale o carta manufatto. Le carte unità hanno un valore di forza base che può essere aumentato o diminuito dall'abilità del comandante, dalle abilità specifiche di carte unità, oppure dalle carte speciali/manufatto. Le carte possono essere giocate in due file: una fila da mischia e una fila da distanza. Questa distinzione in file è il pilastro su cui si regge la strategia del gioco; gli effetti o le abilità di alcune carte infatti influenzano un’intera fila specifica, come nel caso delle carte climatiche. Un round viene vinto dal giocatore che ottiene il miglior punteggio totale, dato dalla somma del valore di forza di ogni singola carta unità giocata. C’è anche la possibilità di passare il turno all'avversario, cosa che viene considerata a tutti gli effetti come un ritiro dal turno (dato che non è possibile giocare più nessuna carta), dando all'avversario la possibilità di vincere il turno sprecando le sue carte per poi avere un vantaggio numerico nei turni successivi. Un turno può finire automaticamente in caso di esaurimento di carte nella mano di uno dei due giocatori. Una volta finito un round le carte rimaste in campo vengono collocate nel cimitero (alcune carte con abilità specifiche rimangono in campo anche per il round successivo).
L’aggiornamento Homecoming, pubblicato con Thronebreaker: The Witcher Tales, ha apportato dei cambiamenti massicci al gioco. Il leader, che prima era una carta giocabile, ora assegna una determinata abilità al giocatore, che può usarla solitamente una volta per ogni partita. È stato introdotto un sistema di punteggio limite pari a 165 per ogni mazzo; ogni carta quindi, oltre al valore da usare in partita riporta un “costo” per il suo inserimento nel mazzo. Prima di questo aggiornamento il gioco si svolgeva su tre file: mischia, distanza e assedio; la fila delle carte assedio è stata rimossa per garantire una migliore resa strategica e grafica del gioco. L’ultima novità riguarda l’introduzione di manufatti, carte con un certo effetto, che però non hanno alcun valore numerico assegnato.
I giocatori possono migliorare il proprio mazzo tramite i premi giornalieri, che consistono in: pacchetti di carte chiamati “barili”, frammenti, polvere meteorica o minerali. Ognuno di questi premi ha una funzione nel gioco; i frammenti servono a creare delle nuove carte, la polvere meteorica a potenziarle e i minerali ad acquistare nuovi barili, che possono essere acquistati anche con le microtransazioni (anche la polvere meteorica può essere acquistata in questo modo).

## Modalità
Come in altri videogiochi di questo genere, ci sono diverse modalità di gioco: le partite classiche, le partite classificate, le partite di allenamento e l'Arena. Oltre a queste modalità vengono ospitati anche eventi stagionali a tema a tempo limitato, giocabili con mazzi pre-configurati.

### Partite Classiche
Le partite classiche sono delle partite amichevoli online. Le partite non danno nessun tipo di punteggio e non influiscono su nessuna classifica.

### Partite Classificate
Le partite classificate rappresentano il competitivo del gioco e ogni vittoria e sconfitta fanno salire il giocatore in una graduatoria divisa in fasce competitive che vanno dalla 1 alla 21, con premi mensili in base alla graduatoria finale.

### Partite di Allenamento
Le partite di allenamento consistono nel giocare contro l'IA del gioco per raggiungere un livello sufficiente di abilità.

### Arena
Il giocatore in questa modalità deve comporre un mazzo con carte casuali; vengono mostrate quattro carte della stessa rarità per volta, fino a formare un mazzo di ventisei carte. La scelta del comandante viene effettuata per ultima e avviene fra tre comandanti casuali. Il mazzo da comporre non ha limiti, le carte vengono estratte infatti da tutte le fazioni.
La modalità Arena premia il giocatore a seconda del numero di vittorie che è riuscito a fare. Quando il giocatore perde la sua terza partita o raggiunge la nona vittoria la modalità Arena si esaurisce. Il premio migliore che è possibile ricevere è una carta oro, ma ci sono anche altri premi, che variano in quantità a seconda del numero di vittorie ottenute: frammenti, polvere meteorica o minerali. L’Arena può essere abbandonata in qualsiasi momento e il giocatore riceve il premio per le vittorie ottenute fino a quel punto. Anche con zero vittorie si riceve un barile premio. L’Arena ha come tema il personaggio Gaunter O’Dimm di The Witcher 3: Wild Hunt.

## Accoglienza
| Testata                                | Versione | Giudizio |
| -------------------------------------- | -------- | -------- |
| GameRankings (media al 3 gennaio 2019) | PC       | 82       |
| Metacritic (media al 13 dicembre 2022) | PC       | 80       |
| GameSpot                               | PC       | 8/10     |
| Game Informer                          | PC       | 8.5/10   |

### Critica
Il gioco possiede una valutazione media di 81,67% su 3 recensioni secondo l'aggregatore GameRankings, mentre Metacritic gli attribuisce una valutazione media dell'80% basata su 5 recensioni.